# Second Army (Vereinigtes Königreich)
Die Second Army / 2nd Army (deutsch 2. Armee) war eine Feldarmee des britischen Heeres, die im Ersten und im Zweiten Weltkrieg aufgestellt wurde.

## Erster Weltkrieg
Die Armee wurde am 26. Dezember 1914 während des Ersten Weltkriegs aufgestellt, als die British Expeditionary Force (B.E.F.) wegen ihrer Größe aufgeteilt wurde, um die Truppenteile besser führen zu können.
Die 2nd Army verteidigte in Flandern fast durchgehend bis zum Kriegsende den von den Deutschen bedrohten Frontbogen östlich von Ypern in mehreren Flandernschlachten.

### 1915
Der ersternannte Armeeführer General Horace Smith-Dorrien wurde auf Betreiben des Oberbefehlshabers der B.E.F. John French nach Fehlentscheidungen in der zweiten Schlacht um Ypern im Mai 1915 durch General Herbert Plumer ersetzt.

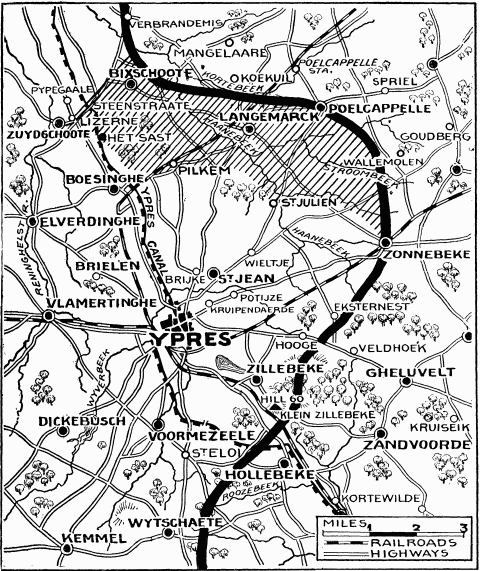
Das Hauptkampfgelände im östlichen Frontbogen von Ypern

In der Zweiten Flandernschlacht (April 1915) wurde von der deutschen Heeresleitung im Abschnitt erstmals Kampfgas eingesetzt, unterstellt waren dabei folgende Korpsverbände:
- V. Corps (27th, 28th und 50th Division, 1st Canadian Division)
- II. Corps (3rd und 5th Division)
- III. Corps (4th und 6th Division)
- Kavallerie-Korps (1st, 2nd und 3rd Cavalery Division)

Im Laufe des Jahres etablierte sich auch die Kanadische Division im Bereich südlich von Ypern.

### 1917
Am Morgen des 21. Mai 1917 eröffnete die 2. Armee mit dem Angriff gegen den Wytschaete-Bogen die Schlacht von Messines. Die deutschen Stellungen wurden bis zum 7. Juni um 2:50 Uhr ununterbrochen beschossen. Die anschließende britische Großoffensive begann um 3:10 Uhr mit der Sprengung von 19 Minen, durch die riesige Krater entstanden. Am nördlichen Abschnitt griff das X Corps unter General Thomas Morland mit der 23rd, 41st und 47th Division an, dahinter die 24th Division als Reserve. Der Hauptstoß in der Mitte wurde vom IX. Corps unter General Hamilton-Gordon mit der 16th, 19th und 36th Division geführt, in Reserve dahinter war die 11th Division verfügbar. Im Süden wurde das II. ANZAC Corps unter General Godley mit der 25th Division links, der New Zealand Division in der Mitte und der 3rd Australian Division rechts angesetzt. Die 4th Australian Division bildete dahinter die Reserve. Die deutsche Gruppe „Wytschaete“ unter General von Laffert wurde vollständig überrascht, 7500 Soldaten gerieten in Gefangenschaft, die Restbesatzungen mussten sich kämpfend zurückziehen.
Besonders die direkt anschließende Dritte Flandernschlacht forderte auf beiden Seiten schwere Verluste. Am 31. Juli 1917 begann nach tagelangem Artilleriebeschuss die Großoffensive durch die 5th Army mit anfangs 18 Divisionen. Die südlich anschließende 2nd Army begleitete den Angriff mit zwei Divisionen seiner Nordgruppe (X. und IX. Corps), die in Richtung auf Zandvoorde und Houthem gegen die deutsche Gruppe Wytschaete (IX. Reserve-Korps) in Richtung auf Menin angriffen.

### 1918
Zwischen November 1917 und März 1918 war das Armeeoberkommando zur Stützung der verbündeten Italiener nach Norditalien an die Piavefront verlegt.
Während dieser Zeit wurde die 4th Armee als 2th Armee bezeichnet. Nach der Rückkehr an die Westfront, verhinderte die Armee während der deutschen Frühjahrsoffensive im April 1918 den deutschen Durchbruch in der Schlacht an der Lys. Während der Hunderttageoffensive waren der 2th Army im Herbst 1918 folgende Korpsgruppen unterstellt:
II. Corps (Generalleutnant Claud Jacob)
- 9th Division (Major General Hugh Tudor)
- 34th Division (Major General Cecil Lothian Nicholson)

XIX. Corps (Generalleutnant Herbert Watts)
- 31th Division (Major General Campbell)
- 35th Division (Major General Arthur Henry Marinden)
- 41th Division (Major General Sidney T. B. Lawford)

X. Corps (Generalleutnant Reginald Byng Stephens)
- 29th Division (Major General Douglas Edward Cayley)
- 30th Division (Major General Weir de Lancey Williams)

XV. Corps (Generalleutnant Henry de Beauvoir de Lisle) 
- 14th Division (Major General Percy Cyriac Burrell Skinner)
- 40th Division (Major General Peyton)
- 36th Division (Major-General Clifford Coffin)

## Zweiter Weltkrieg

### Frankreich 1944, Operation Overlord

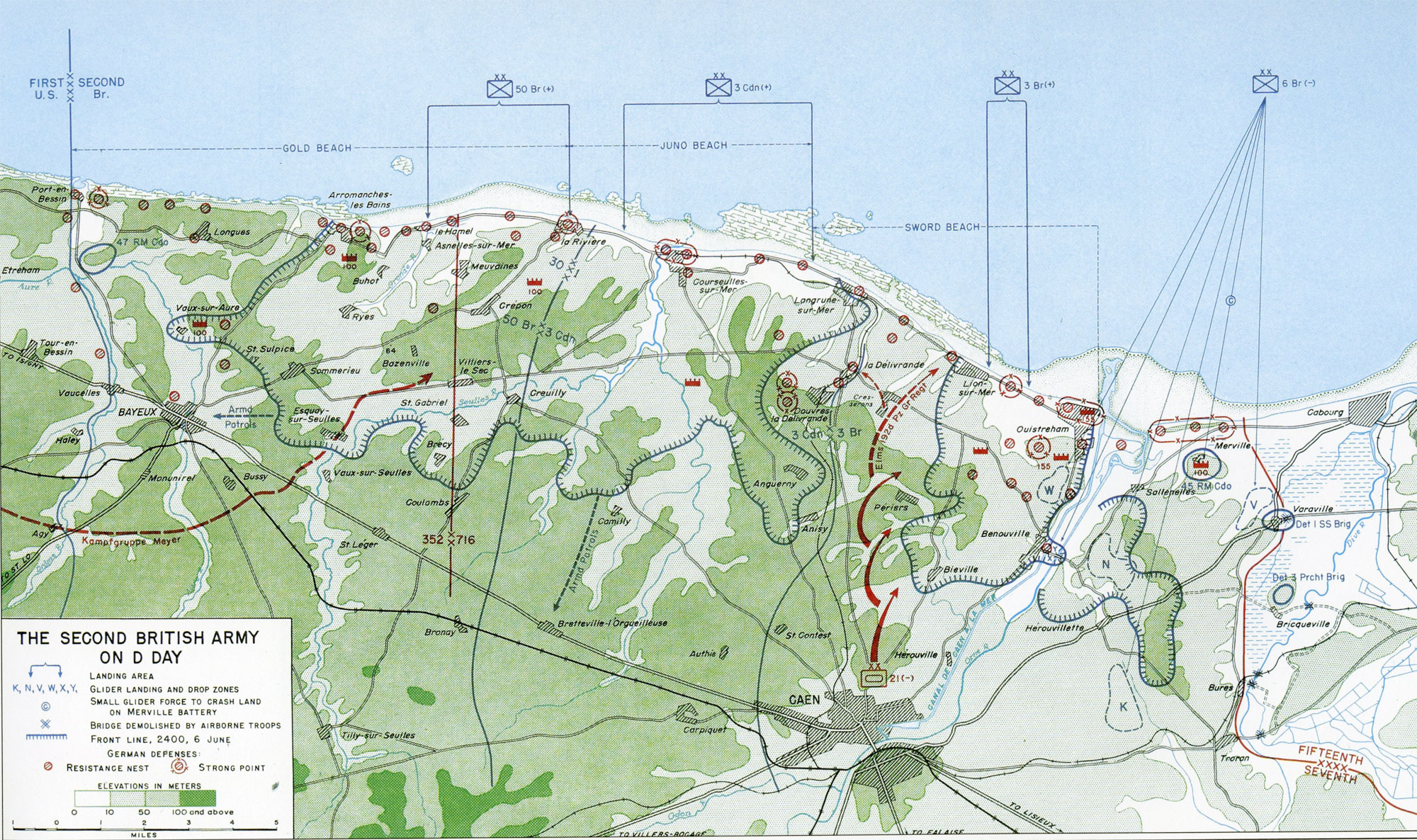
Operationen der 2. Armee am D-Day, 6. Juni 1944

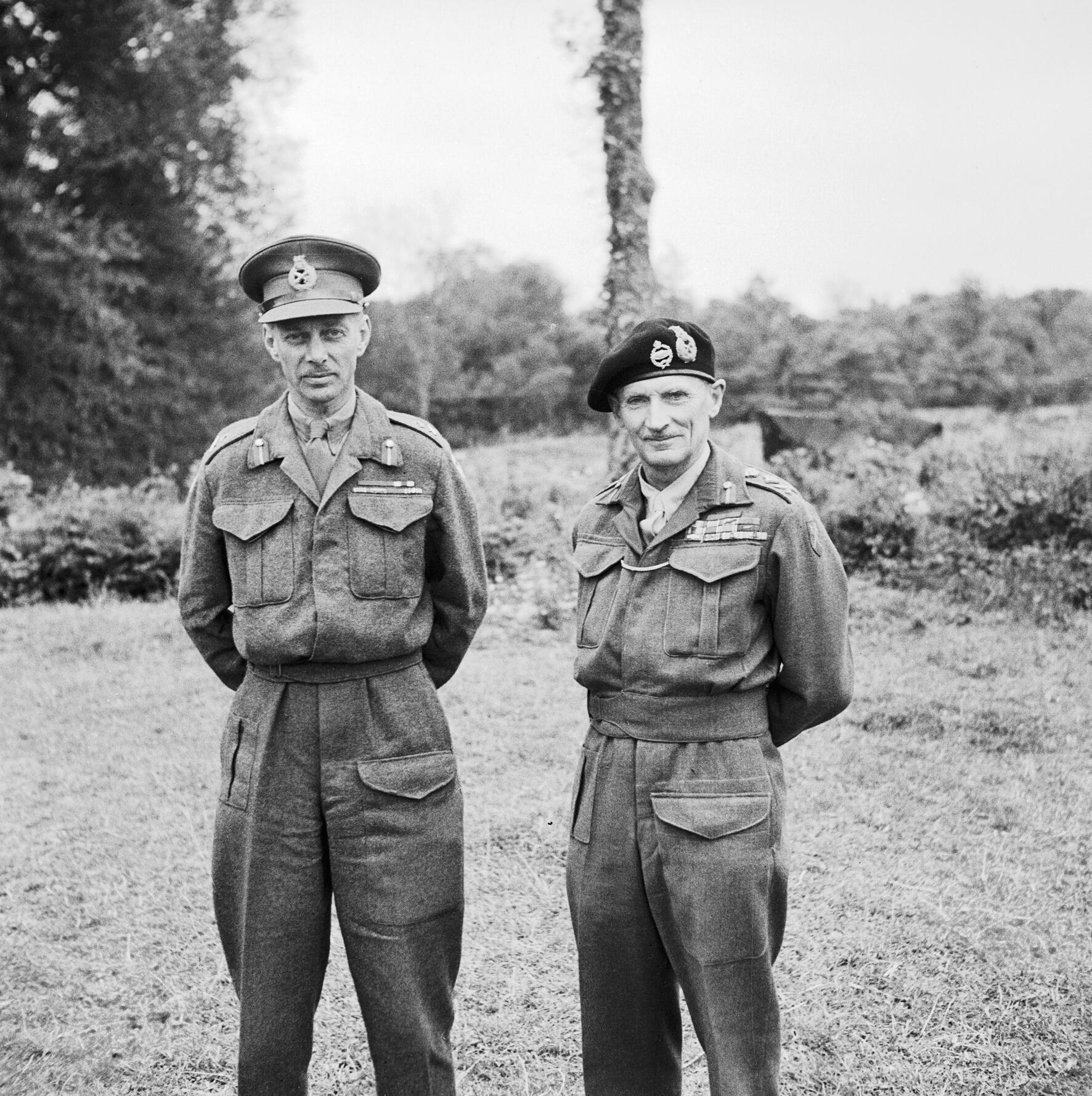
General Miles Dempsey mit General Bernard Montgomery

Im Zweiten Weltkrieg wurde die Feldarmee von Lieutenant General Sir Miles Dempsey geführt und unterstand der 21st Army Group. Zwei ihrer unterstellten Korps, das I. und XXX., nahmen an der Operation Neptune während der Operation Overlord teil. Obgleich die Mission ein Erfolg war, blieben die Geländegewinne während des D-Days hinter den Zielsetzungen zurück. Das VIII. Korps ergänzte ab Juni 1944 die kämpfenden Truppen. Das Ziel, die strategisch wichtige Stadt Caen einzunehmen, konnte im ersten Versuch allerdings nicht erreicht werden. Die 2nd Army führte während der Schlacht um Caen mehrere Offensiven durch; Ende Juni 1944 konnte Caen durch die Angreifer eingenommen werden.
Ende Juli brachen US-amerikanische Streitkräfte aus der Normandie aus. Während ihres Vormarsches nach Osten konnte die deutsche 7. Armee von der 2nd Army gebunden und im Kessel von Falaise nahezu eingeschlossen werden. Nachdem die abziehenden deutschen Truppen weitgehend aufgerieben waren, rückte die Armee mit den US-amerikanischen Einheiten zur rechten und den Kanadiern zur linken Flanke durch Frankreich in Richtung Deutsches Reich vor. Das XII. Korps ersetzte währenddessen das I. Korps, welches wiederum der kanadischen 1st Canadian Army unterstellt wurde.

### Belgien und Holland, Operation Market Garden
Die Zweite Armee erreichte schnell Belgien; sie befreite die Hauptstadt Brüssel (3. September), den bedeutenden Hafen von Antwerpen (4.), Gent (5. September) und weitere Teile des Landes.
Die zweite groß angelegte Luft-Boden-Unternehmung, an der die Briten teilnahmen, war die Operation Market Garden. Britische, polnische und US-amerikanische Fallschirmspringer wurden hinter den deutschen Linien abgesetzt, um die für den weiteren raschen Vormarsch über den Rhein und den Vorstoß in das Deutsche Reich strategisch wichtige Brücken über mehrere Flüsse und Kanäle unter Kontrolle zu bekommen.
Nachdem die Operation in weiten Teilen gescheitert war, verbrachte die 2nd Army den Rest des Jahres 1944 mit der Ausweitung der entstandenen Lücken in den deutschen Frontlinien. Die abschließende Aktion fand Mitte Januar 1945 statt, als das XII. und VIII. Korps während der Operation Blackcock das dreieckige Gebiet zwischen den Orten Roermond, Sittard und Heinsberg eroberten. Dies ermöglichte den anschließenden Vorstoß bis zur Rur.
Im Februar 1945 kam der Vormarsch der Zweiten Armee zum Stillstand; sie bekämpfte alle widersetzenden deutschen Einheiten. Weiter nördlich rückte die 1st Canadian Army vor (Operation Veritable); östlich von Aachen überschritt die 9th US-Army in der Operation Grenade die Rur.

### Deutsches Reich 1945

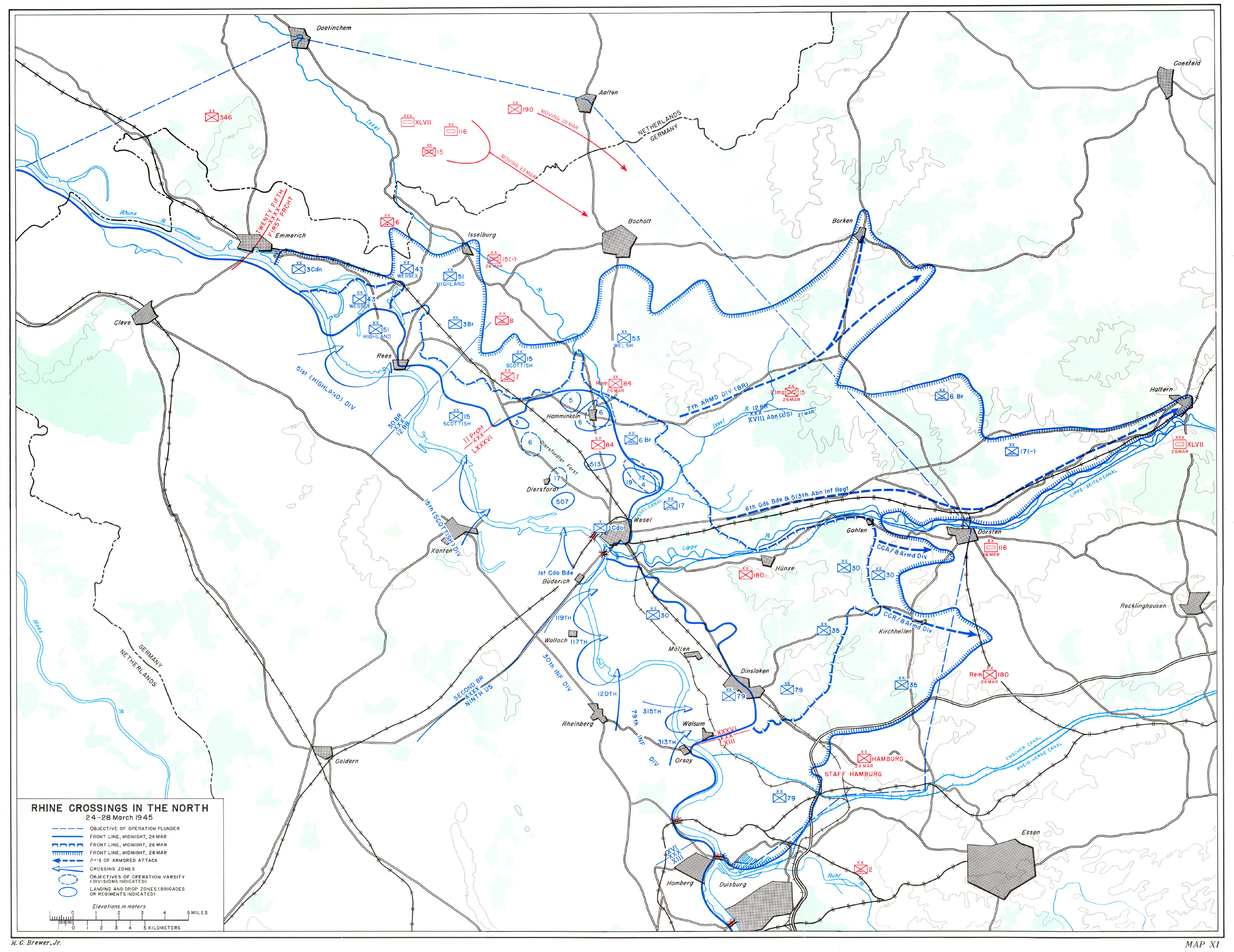
Rheinübergang am 23. bis 28. März 1945 aus dem Brückenkopf von Wesel

Am 23. März 1945 überquerte die 2nd Army den Rhein während der Operation Plunder und rückte weiter in Richtung Norddeutsches Tiefland. Zu ihrer linken befreite die 1st Canadian Army den Norden der Niederlande, während zur rechten die 9th US-Army die Heeresgruppe B unter Generalfeldmarschall Walter Model im Ruhrkessel einschloss. Durch die gekesselte Heeresgruppe B war die letzte große deutsche Streitkraft im Westen gebunden und die Endphase des Krieges angebrochen.
Am 4. April 1945 erreichten die britischen Einheiten die Weser, die Elbe am 19. April und die Ostseeküste bei Lübeck am 2. Mai. Einen Tag später kapitulierte Hamburg und am 7. Mai trafen die britischen Streitkräfte auf die Rote Armee. Unmittelbar darauf endeten mit der deutschen Kapitulation durch den Generaloberst Jodl und das Oberkommando der Wehrmacht die Kampfhandlungen.

## Oberbefehlshaber
Erster Weltkrieg:
- General Sir Horace Smith-Dorrien (1914–1915)
- General Sir Herbert Plumer (1915–1917)
- General Sir Henry Rawlinson (1917–1918)
- General Sir Herbert Plumer (1918)

Zweiter Weltkrieg:
- LtGen. Kenneth Arthur Noel Anderson (Juni 1943 bis Januar 1944)
- LtGen. Miles Dempsey (Januar 1944 bis Kriegsende)